# Oncidium dactyliferum
Oncidium dactyliferum är en orkidéart som beskrevs av Leslie Andrew Garay och Galfrid Clement Keyworth Dunsterville. Oncidium dactyliferum ingår i släktet Oncidium och familjen orkidéer. Inga underarter finns listade i Catalogue of Life.